# カタール海軍艦艇一覧
カタール海軍艦艇一覧は、カタール国海軍が過去保有した、または現在保有する、または将来保有する予定の、未完成・計画中止を含めた歴代艦艇一覧である。
凡例

## 現有勢力（2024年現在）
- 国防予算：84億2,000万ドル[1]
- 海軍人員：1,800名（海上警察を含む）[1]
- 艦船隻数：38隻（排水量20t以上）[1]

コルベット×4
アル・ズバラ級×4
ミサイル艇×8
ダムサー級（仏コンバタントIII型） ×3
バルザン級（英ヴィタ型）×4
ほか
高速艇×20
『MRTP 16』型×3
『MRTP 34』型×1
ほか
輸送艇×4
Fuwairit（『Anadolu Shipyard LCT』型）×1
Broog（『Anadolu Shipyard LCM』型）×2
『Anadolu 16m』型×1
練習艦×2
アル・ドーハ級×2
- 航空機数：3機[1]

艦載ヘリコプター×3（空軍保有）
NH90 NFH
- コースト・ガード：船艇17隻[1]

『Halmatic M160』型×3
『Crestitalia MV-45』型×4
『DV15』型×4
ほか

## 艦艇一覧（近代海軍）

### 水上戦闘艦

#### コルベット
アル・ズバラ級 - 4隻
アル・ズバラ（Al Zubarah）、ダムサー（Damsah）、アル・ホール（Al Khor）、シマイスマ（Sumaysimah）

### 哨戒艦艇

#### 哨戒・警備艦艇
哨戒艇
- 『Damen Polycat 1450』型 - 3隻

Q31-36
- 『MRTP 16』型 - 3隻[2]
- 『MRTP 34』型 - 1隻[2]

#### 高速戦闘艇
ミサイル艇
- ダムサー級（仏コンバタントIII型） - 3隻[2]

ダムサー（Damsah）、アル・ガリヤー（Al Ghariyah）、ルビガー（Rbigah）
- バルザン級（英ヴィタ型） - 4隻[2]

バルザン（Barzan）、フワル（Huwar）、アル・ウデイド（Al Udeid）、アル・デーベル（Al Deebel）

### 両用戦艦艇

#### ドック型輸送揚陸艦
- アル・フルク（Al Fulk）

#### 輸送艇
- Al-Abrar Fuwairit（『Anadolu Shipyard LCT80』型） - 1隻[2][3]
- Broog（『Anadolu Shipyard LCM40』型） - 2隻[2][3]
- 『Anadolu 16m LCVP』型 - 1隻[2][3]

### 補助艦艇

#### 練習艦
- アル・ドーハ級 - 2隻[2]

### 関連組織所属船艇

#### 海上警察
警備艇
- 『Halmatic M160』型 - 3隻[2]
- 『Crestitalia MV-45』型 - 4隻[2]

RG91-94
- 『DV15』型 - 4隻[2]　※ Fast Intercept Craft